# Olympische Sommerspiele 1964/Teilnehmer (Großbritannien)
| Gelbes Symbol für Goldmedaillen mit stilisierten Olympischen Ringen | Graues Symbol für Silbermedaillen mit stilisierten Olympischen Ringen | Braundes Symbol für Bronzemedaillen mit stilisierten Olympischen Ringen |
| ------------------------------------------------------------------- | --------------------------------------------------------------------- | ----------------------------------------------------------------------- |
| 4                                                                   | 12                                                                    | 2                                                                       |

Das Vereinigte Königreich nahm an den Olympischen Sommerspielen 1964 in Tokio als Großbritannien mit einer Delegation von 204 Athleten (160 Männer und 44 Frauen) an 124 Wettkämpfen in 17 Sportarten teil.
Die britischen Sportler gewannen vier Gold-, zwölf Silber- und zwei Bronzemedaillen. Im Medaillenspiegel der Spiele platzierte sich Großbritannien damit auf dem zehnten Platz. Olympiasieger wurden die Leichtathleten Ken Matthews im 20-km-Gehen, Lynn Davies im Weitsprung, Ann Packer über 800 Meter und Mary Rand im Weitsprung. Fahnenträger bei der Eröffnungsfeier war die Schwimmerin Anita Lonsbrough.

## Teilnehmer nach Sportarten

### Boxen
- John McCluskey
Fliegengewicht: im Achtelfinale ausgeschieden

- Brian Packer
Bantamgewicht: in der 1. Runde ausgeschieden

- Ronnie Smith
Federgewicht: in der 1. Runde ausgeschieden

- Jimmy Dunne
Leichtgewicht: im Achtelfinale ausgeschieden

- Richard McTaggart
Halbweltergewicht: im Achtelfinale ausgeschieden

- Mick Varley
Weltergewicht: im Viertelfinale ausgeschieden

- William Robinson
Halbmittelgewicht: im Achtelfinale ausgeschieden

- Willie Stack
Mittelgewicht: im Achtelfinale ausgeschieden

### Fechten
Männer
- Bill Hoskyns
Florett: 7. Platz
Degen: Silber 
Florett Mannschaft: in der 1. Runde ausgeschieden
Degen Mannschaft: 9. Platz
Säbel Mannschaft: in der 1. Runde ausgeschieden

- Allan Jay
Florett: 17. Platz
Degen: im Viertelfinale ausgeschieden
Florett Mannschaft: in der 1. Runde ausgeschieden
Degen Mannschaft: 9. Platz

- Sandy Leckie
Florett: im Viertelfinale ausgeschieden
Säbel: im Viertelfinale ausgeschieden
Florett Mannschaft: in der 1. Runde ausgeschieden
Säbel Mannschaft: in der 1. Runde ausgeschieden

- Derrick Cawthorne
Florett Mannschaft: in der 1. Runde ausgeschieden

- Peter Jacobs
Degen: im Viertelfinale ausgeschieden
Degen Mannschaft: 9. Platz

- Michael Howard
Degen Mannschaft: 9. Platz
Säbel Mannschaft: in der 1. Runde ausgeschieden

- John Pelling
Degen Mannschaft: 9. Platz

- Ralph Cooperman
Säbel: im Viertelfinale ausgeschieden
Florett Mannschaft: in der 1. Runde ausgeschieden
Säbel Mannschaft: in der 1. Runde ausgeschieden

- Richard Oldcorn
Säbel: in der 1. Runde ausgeschieden
Säbel Mannschaft: in der 1. Runde ausgeschieden

Frauen
- Mary Watts-Tobin
Florett: 9. Platz
Florett Mannschaft: 7. Platz

- Shirley Netherway
Florett: im Viertelfinale ausgeschieden
Florett Mannschaft: 7. Platz

- Janet Bewley-Cathie-Wardell-Yerburgh
Florett: in der 1. Runde ausgeschieden
Florett Mannschaft: 7. Platz

- Theresa Offredy
Florett Mannschaft: 7. Platz

### Gewichtheben
- George Newton
Federgewicht: 15. Platz

- Mike Pearman
Mittelgewicht: 14. Platz

- Sylvanus Blackman
Halbschwergewicht: 10. Platz

- George Manners
Halbschwergewicht: 15. Platz

- Louis Martin
Mittelschwergewicht: Silber

### Hockey
- 9. Platz
Paul Fishwick
John Neill
David Judge
David Wilman
Charles Jones
Roger Sutton
Howard Davis
Alan Page
Jim Deegan
John Cadman
John Hindle
Christopher Langhorne
David Veit
Geoffrey Cutter
Michael Corby
Derek Miller
John Land
Harry Cahill

### Judo
- Brian Jacks
Leichtgewicht: 9. Platz

- Sydney Hoare
Mittelgewicht: 17. Platz

- Anthony Sweeney
Schwergewicht: 11. Platz

- Alan Petherbridge
Offene Klasse: 8. Platz

### Kanu
Männer
- Alistair Wilson
Einer-Kajak 1000 m: 8. Platz
Vierer-Kajak 1000 m: im Halbfinale ausgeschieden

- Peter Lawler
Vierer-Kajak 1000 m: im Halbfinale ausgeschieden

- Robert Lowery
Vierer-Kajak 1000 m: im Halbfinale ausgeschieden

- Glenn Palmer
Vierer-Kajak 1000 m: im Halbfinale ausgeschieden

Frauen
- Marianne Tucker
Einer-Kajak 500 m: im Halbfinale ausgeschieden

### Leichtathletik
Männer
- Peter Radford
100 m: im Viertelfinale ausgeschieden
200 m: im Viertelfinale ausgeschieden
4-mal-100-Meter-Staffel: 8. Platz

- Lynn Davies
100 m: im Vorlauf ausgeschieden
4-mal-100-Meter-Staffel: 8. Platz
Weitsprung: Gold

- Alf Meakin
100 m: im Vorlauf ausgeschieden

- Menzies Campbell
200 m: im Viertelfinale ausgeschieden
4-mal-100-Meter-Staffel: 8. Platz

- Robbie Brightwell
400 m: 4. Platz
4-mal-400-Meter-Staffel: Silber

- Tim Graham
400 m: 6. Platz
4-mal-400-Meter-Staffel: Silber

- Adrian Metcalfe
400 m: im Viertelfinale ausgeschieden
4-mal-400-Meter-Staffel: Silber

- John Boulter
800 m: im Halbfinale ausgeschieden

- Chris Carter
800 m: im Halbfinale ausgeschieden

- Alan Dean
800 m: im Vorlauf ausgeschieden

- Alan Simpson
1500 m: 4. Platz

- John Whetton
1500 m: 8. Platz

- Bill McKim
1500 m: im Vorlauf ausgeschieden

- Mike Wiggs
5000 m: 11. Platz

- John Herring
5000 m: im Vorlauf ausgeschieden

- Derek Graham
5000 m: im Vorlauf ausgeschieden

- Ron Hill
10.000 m: 18. Platz

- Mike Bullivant
10.000 m: 21. Platz

- Fergus Murray
10.000 m: 22. Platz

- Basil Heatley
Marathon: Silber

- Brian Kilby
Marathon: 4. Platz

- Ron Hill
Marathon: 19. Platz

- Mike Parker
110 m Hürden: im Halbfinale ausgeschieden

- Laurie Taitt
110 m Hürden: im Vorlauf ausgeschieden

- John Cooper
400 m Hürden: Silber 
4-mal-400-Meter-Staffel: Silber

- Peter Warden
400 m Hürden: im Halbfinale ausgeschieden

- Mike Hogan
400 m Hürden: im Vorlauf ausgeschieden

- Maurice Herriott
3000 m Hindernis: Silber

- Ernie Pomfret
3000 m Hindernis: 10. Platz

- Ronald Jones
4-mal-100-Meter-Staffel: 8. Platz

- Ken Matthews
20 km Gehen: Gold

- John Edgington
20 km Gehen: 8. Platz

- John Paddick
20 km Gehen: 10. Platz

- Paul Nihill
50 km Gehen: Silber

- Don Thompson
50 km Gehen: 10. Platz

- Ray Middleton
50 km Gehen: 13. Platz

- Gordon Miller
Hochsprung: 18. Platz

- Dave Stevenson
Stabhochsprung: 20. Platz

- John Morbey
Weitsprung: 11. Platz

- Fred Alsop
Weitsprung: 22. Platz
Dreisprung: 4. Platz

- Mike Ralph
Dreisprung: 18. Platz

- Martyn Lucking
Kugelstoßen: 16. Platz

- Mike Lindsay
Kugelstoßen: 19. Platz

- Roy Hollingsworth
Diskuswurf: 10. Platz

- Howard Payne
Hammerwurf: 17. Platz

Frauen
- Dorothy Hyman
100 m: 8. Platz
200 m: im Halbfinale ausgeschieden
4-mal-100-Meter-Staffel: Bronze

- Daphne Arden
100 m: im Halbfinale ausgeschieden
200 m: 8. Platz
4-mal-100-Meter-Staffel: Bronze

- Madeleine Cobb
100 m: im Vorlauf ausgeschieden

- Janet Simpson
200 m: 7. Platz
4-mal-100-Meter-Staffel: Bronze

- Ann Packer
400 m: Silber 
800 m: Gold

- Joy Grieveson
400 m: im Halbfinale ausgeschieden

- Pat Kippax
400 m: im Halbfinale ausgeschieden

- Anne Smith
800 m: 8. Platz

- Mary Hodson
800 m: im Halbfinale ausgeschieden

- Pat Pryce
80 m Hürden: im Halbfinale ausgeschieden

- Mary Rand
4-mal-100-Meter-Staffel: Bronze 
Weitsprung: Gold 
Fünfkampf: Silber

- Frances Slaap
Hochsprung: 6. Platz

- Gwenda Matthews
Hochsprung: 16. Platz

- Linda Knowles
Hochsprung: 22. Platz

- Sheila Sherwood
Weitsprung: 13. Platz

- Alix Jamieson
Weitsprung: 17. Platz

- Mary Peters
Kugelstoßen: 14. Platz
Fünfkampf: 4. Platz

- Sue Platt
Speerwurf: 9. Platz

### Moderner Fünfkampf
- Benjamin Finnis
Einzel: 21. Platz
Mannschaft: 9. Platz

- Robert Phelps
Einzel: 25. Platz
Mannschaft: 9. Platz

- Jeremy Fox
Einzel: 29. Platz
Mannschaft: 9. Platz

### Radsport
- Colin Lewis
Straßenrennen: 25. Platz
Mannschaftszeitfahren: 15. Platz

- Terence West
Straßenrennen: 26. Platz

- Derek Harrison
Straßenrennen: 31. Platz
Mannschaftszeitfahren: 15. Platz

- Mike Cowley
Straßenrennen: 51. Platz
Mannschaftszeitfahren: 15. Platz

- Bob Addy
Mannschaftszeitfahren: 15. Platz

- Karl Barton
Bahn Sprint: in der 5. Runde ausgeschieden
Bahn Tandem: in der 2. Runde ausgeschieden

- Christopher Church
Bahn Sprint: in der 5. Runde ausgeschieden
Bahn Tandem: in der 2. Runde ausgeschieden

- Roger Whitfield
Bahn 1000 m Zeitfahren: 17. Platz

- Hugh Porter
Bahn 4000 m Einerverfolgung: 5. Platz
Bahn 4000 m Mannschaftsverfolgung: in der 1. Runde ausgeschieden

- Trevor Bull
Bahn 4000 m Mannschaftsverfolgung: in der 1. Runde ausgeschieden

- Harry Jackson
Bahn 4000 m Mannschaftsverfolgung: in der 1. Runde ausgeschieden

- Brian Sandy
Bahn 4000 m Mannschaftsverfolgung: in der 1. Runde ausgeschieden

### Reiten
- Johanna Hall
Dressur: 12. Platz

- Peter Robeson
Springreiten: Bronze 
Springreiten Mannschaft: 4. Platz

- David Broome
Springreiten: 21. Platz
Springreiten Mannschaft: 4. Platz

- David B. Barker
Springreiten: 27. Platz
Springreiten Mannschaft: 4. Platz

- Richard Meade
Vielseitigkeit: 8. Platz
Vielseitigkeit Mannschaft: ausgeschieden

- Ben Jones
Vielseitigkeit: 9. Platz
Vielseitigkeit Mannschaft: ausgeschieden

- James Templer
Vielseitigkeit: ausgeschieden
Vielseitigkeit Mannschaft: ausgeschieden

- Michael Bullen
Vielseitigkeit: ausgeschieden
Vielseitigkeit Mannschaft: ausgeschieden

### Ringen
- Walter Pilling
Bantamgewicht, Freistil: in der 2. Runde ausgeschieden

- Bert Aspen
Federgewicht, Freistil: in der 3. Runde ausgeschieden

- Kenny Stephenson
Leichtgewicht, Freistil: in der 3. Runde ausgeschieden

- Len Allen
Weltergewicht, Freistil: in der 3. Runde ausgeschieden

- Anthony Buck
Halbschwergewicht, Freistil: in der 2. Runde ausgeschieden

- Denis McNamara
Schwergewicht, Freistil: 5. Platz

### Rudern
- Arnold Cooke
Doppel-Zweier: 7. Platz

- Peter Webb
Doppel-Zweier: 7. Platz

- James Lee Nicholson
Zweier ohne Steuermann: 4. Platz

- Stewart Farquharson
Zweier ohne Steuermann: 4. Platz

- John Russell
Vierer ohne Steuermann: Silber

- Hugh Wardell-Yerburgh
Vierer ohne Steuermann: Silber

- William Barry
Vierer ohne Steuermann: Silber

- John James
Vierer ohne Steuermann: Silber

### Schießen
- Anthony Clark
Schnellfeuerpistole 25 m: 10. Platz

- Alan Bray
Schnellfeuerpistole 25 m: 38. Platz

- Anthony Chivers
Freie Pistole 50 m: 5. Platz

- Harry Cullum
Freie Pistole 50 m: 29. Platz

- Peter Morgan
Kleinkalibergewehr liegend 50 m: 17. Platz

- John Hall
Kleinkalibergewehr liegend 50 m: 23. Platz

- John Braithwaite
Trap: 7. Platz

- Joe Wheater
Trap: 11. Platz

### Schwimmen
Männer
- Robert McGregor
100 m Freistil: Silber 
4-mal-100-Meter-Freistil-Staffel: 7. Platz
4-mal-200-Meter-Freistil-Staffel: im Vorlauf ausgeschieden
4-mal-100-Meter-Lagen-Staffel: 8. Platz

- Bob Lord
100 m Freistil: im Halbfinale ausgeschieden
4-mal-100-Meter-Freistil-Staffel: 7. Platz
4-mal-200-Meter-Freistil-Staffel: im Vorlauf ausgeschieden

- Dave Haller
100 m Freistil: im Vorlauf ausgeschieden

- John Thurley
400 m Freistil: im Vorlauf ausgeschieden
1500 m Freistil: im Vorlauf ausgeschieden
4-mal-200-Meter-Freistil-Staffel: im Vorlauf ausgeschieden

- John Martin-Dye
400 m Freistil: im Vorlauf ausgeschieden
4-mal-100-Meter-Freistil-Staffel: 7. Platz
4-mal-200-Meter-Freistil-Staffel: im Vorlauf ausgeschieden

- Peter Kendrew
4-mal-100-Meter-Freistil-Staffel: 7. Platz

- Geoff Thwaites
200 m Rücken: im Halbfinale ausgeschieden
4-mal-100-Meter-Lagen-Staffel: 8. Platz

- Neil Nicholson
200 m Brust: im Halbfinale ausgeschieden
4-mal-100-Meter-Lagen-Staffel: 8. Platz

- Brian Jenkins
200 m Schmetterling: im Halbfinale ausgeschieden
4-mal-100-Meter-Lagen-Staffel: 8. Platz

Frauen
- Sandra Keen
100 m Freistil: im Vorlauf ausgeschieden
4-mal-100-Meter-Freistil-Staffel: im Vorlauf ausgeschieden

- Diana Wilkinson
100 m Freistil: im Vorlauf ausgeschieden
4-mal-100-Meter-Freistil-Staffel: im Vorlauf ausgeschieden

- Linda Amos
100 m Freistil: im Vorlauf ausgeschieden

- Liz Long
400 m Freistil: 6. Platz
4-mal-100-Meter-Freistil-Staffel: im Vorlauf ausgeschieden
4-mal-100-Meter-Lagen-Staffel: 5. Platz

- Pauline Sillett
400 m Freistil: im Vorlauf ausgeschieden
4-mal-100-Meter-Freistil-Staffel: im Vorlauf ausgeschieden

- Linda Ludgrove
100 m Rücken: 6. Platz
4-mal-100-Meter-Lagen-Staffel: 5. Platz

- Jill Norfolk
100 m Rücken: 8. Platz
4-mal-100-Meter-Lagen-Staffel: 5. Platz

- Sylvia Lewis
100 m Rücken: im Vorlauf ausgeschieden

- Stella Mitchell
200 m Brust: 4. Platz
4-mal-100-Meter-Lagen-Staffel: 5. Platz

- Jill Slattery
200 m Brust: 5. Platz

- Jacqueline Enfield
200 m Brust: im Vorlauf ausgeschieden

- Glenda Phillips
100 m Schmetterling: im Halbfinale ausgeschieden

- Mary Anne Cotterill
100 m Schmetterling: im Halbfinale ausgeschieden
4-mal-100-Meter-Lagen-Staffel: 5. Platz

- Judy Gegan
100 m Schmetterling: im Halbfinale ausgeschieden

- Anita Lonsbrough
400 m Lagen: 7. Platz

- Pamela Johnson
400 m Lagen: im Vorlauf ausgeschieden

### Segeln
- Brian Saffrey-Cooper
Finn-Dinghy: 22. Platz

- Keith Musto
Flying Dutchman: Silber

- Tony Morgan
Flying Dutchman: Silber

- Edwin Parry
Drachen: 4. Platz

- Jeremy Harris
Drachen: 4. Platz

- Peter Reade
Drachen: 4. Platz

- Robin Aisher
5,5-Meter-Klasse: 11. Platz

- Adrian Jardine
5,5-Meter-Klasse: 11. Platz

- Eric Denham
5,5-Meter-Klasse: 11. Platz

### Turnen
Männer
- Jack Pancott
Einzelmehrkampf: 102. Platz
Boden: 105. Platz
Pferdsprung: 90. Platz
Barren: 110. Platz
Reck: 105. Platz
Ringe: 91. Platz
Seitpferd: 103. Platz

- John Mulhall
Einzelmehrkampf: 115. Platz
Boden: 122. Platz
Pferdsprung: 42. Platz
Barren: 111. Platz
Reck: 117. Platz
Ringe: 107. Platz
Seitpferd: 111. Platz

Frauen
- Denise Goddard
Einzelmehrkampf: 71. Platz
Boden: 66. Platz
Pferdsprung: 60. Platz
Stufenbarren: 76. Platz
Schwebebalken: 73. Platz

- Monica Rutherford
Einzelmehrkampf: 77. Platz
Boden: 64. Platz
Pferdsprung: 59. Platz
Stufenbarren: 79. Platz
Schwebebalken: 78. Platz

### Wasserspringen
Männer
- John Candler
3 m Kunstspringen: 9. Platz

- Brian Phelps
10 m Turmspringen: 6. Platz

- Tony Kitcher
10 m Turmspringen: 16. Platz

- William Wood
10 m Turmspringen: 25. Platz

Frauen
- Frances Cramp
10 m Turmspringen: 14. Platz

- Joy Newman
10 m Turmspringen: 19. Platz